# بايرون هنت
بايرون هنت (بالإنجليزية: Byron Hunt)‏ هو لاعب كرة قدم أمريكية أمريكي، ولد في 17 ديسمبر 1958 في لونغفيو في الولايات المتحدة.

## وصلات خارجية
- بايرون هنت على موقع مرجع كرة القدم المحترفة.كوم (الإنجليزية)